# Герасим (архиепископ Суздальский)
Архиепископ Герасим (в миру — Григорий; ум. 20 февраля 1615, Москва) — епископ Русской церкви, архиепископ Суздальский и Тарусский (1613—1615).

## Биография
Скорее всего, он был выходцем из духовного сословия Юрьев-Польской округи и в миру прозывался Григорием.
В 1596 году монах Герасим архиепископом Суздальским Галактионом был возведён в сан архимандрита и назначен настоятелем Михаило-Архангельского монастыря в Юрьев-Польском.
С 1605 года — архимандрит Суздальского Спасо-Евфимиева монастыря.
«В великом посту» 1612 года Герасим был хиротонисан во епископа Суздальского и Тарусского с возведением в сан архиепископа в Казани Казанским митрополитом Ефремом (Хвостовым), являвшимся в то время местоблюстителем патриаршего престола.
В 1613 году он участвовал в Земском соборе и подписался четвёртым под «утвержденной грамотой» собора, избравшего царя Михаила Феодоровича. Герасим пользовался известным авторитетом в правительственных сферах того времени. Когда в 1614 года было решено послать в Ярославль людей «крепких и разумных» для увещания воровских казаков; во главе этой миссии был поставлен Герасим. Наказ предписывал Герасиму с товарищи «к Государю служба своя и раденье показать, уговорить атаманов и казаков всякими меры с великим раденьем и поспешеньем, чтобы они, памятуя Бога и свои души и Государево крестное целованье, и прежнюю свою службу и работу к Государю и ко всему Московскому Государству не теряли, от воровства престали и шли на Государеву службу тотчас, не мешкая». Миссия суздальского архипастыря завершилась успехом.
Герасим занимал Суздальскую кафедру около трех лёт и умер 20 февраля 1615 года, находясь по делам в Москве. Тело его было погребено в Москве в Чудове монастыре, но по прошению его преемника архиепископа Арсения «пренесены быша мощи его из Москвы в Суздаль и положены в соборной церкви у левого первого столпа по левую сторону».